# Морету Кассама
Морету Кассама (порт. Moreto Cassamá, нар. 16 лютого 1998, Бісау) — футболіст Гвінеї-Бісау, півзахисник кіпрської «Омонії» і національної збірної Гвінеї-Бісау.

## Клубна кар'єра
Народився 16 лютого 1998 року в місті Бісау. У дитячому віці переїхав до Португалії, де займався футболом у юнацьких командах клубів «Спортінг» та «Порту».
У дорослому футболі дебютував 2017 року виступами за команду «Порту Б», в якій провів два сезони, взявши участь у 25 матчах Сегунда-Ліги. 
Своєю грою за цю команду привернув увагу представників тренерського штабу клубу «Стаде Реїмс », до складу якого приєднався 2019 року. Відіграв за Відіграв за наступні тридцять сезонів своєї ігрової кар'єри.
31 січня 2019 року перейшов до французького «Реймса», з яким уклав контракт до літа 2022 року.

## Виступи за збірні
2012 року дебютував у складі юнацької збірної Португалії (U-15), загалом на юнацькому рівні за команди різних вікових категорій взяв участь у 37 іграх, відзначившись шістьма забитими голами.
2019 року отримав виклик до національної збірної Гвінеї-Бісау і був включений до її заявки на тогорічний Кубок африканських націй. Дебютував в офіційних іграх за національну команду по ходу цього турніру, вийшовши на заміну у другому таймі матчу групового етапу проти ганців.

## Статистика виступів

### Статистика клубних виступів
Станом на 24 квітня 2020
| Сезон               | Команда             | Чемпіонат           | Чемпіонат | Чемпіонат | Національний кубок | Національний кубок | Національний кубок | Континентальні кубки | Континентальні кубки | Континентальні кубки | Інші змагання | Інші змагання | Інші змагання | Усього | Усього |
| Сезон               | Команда             | Ліга                | Ігор      | Голів     | Ліга               | Ігор               | Голів              | Ліга                 | Ігор                 | Голів                | Ліга          | Ігор          | Голів         | Ігор   | Голів  |
| ------------------- | ------------------- | ------------------- | --------- | --------- | ------------------ | ------------------ | ------------------ | -------------------- | -------------------- | -------------------- | ------------- | ------------- | ------------- | ------ | ------ |
| 2017–18             | «Порту Б»           | СЛ                  | 17        | 1         | -                  | -                  | -                  | -                    | -                    | -                    | -             | -             | -             | 17     | 1      |
| 2018-січ. 2019      | «Порту Б»           | СЛ                  | 8         | 0         | -                  | -                  | -                  | -                    | -                    | -                    | -             | -             | -             | 8      | 0      |
| Усього за «Порту Б» | Усього за «Порту Б» | Усього за «Порту Б» | 25        | 1         |                    | -                  | -                  |                      | -                    | -                    |               | -             | -             | 25     | 1      |
| січ.-черв. 2019     | «Реймс»             | Л1                  | 1         | 0         | КФ+КЛ              | -                  | -                  | -                    | -                    | -                    | -             | -             | -             | 1      | 0      |
| 2019–20             | «Реймс»             | Л1                  | 7         | 0         | КФ+КЛ              | 0+0                | 0                  | -                    | -                    | -                    | -             | -             | -             | 7      | 0      |
| Усього за «Реймс»   | Усього за «Реймс»   | Усього за «Реймс»   | 8         | 0         |                    | 0                  | 0                  |                      | -                    | -                    |               | -             | -             | 8      | 0      |
| Усього за кар'єру   | Усього за кар'єру   | Усього за кар'єру   | 33        | 1         |                    | -                  | -                  |                      | -                    | -                    |               | -             | -             | 33     | 1      |

## Титули і досягнення
- Володар Кубка Кіпру (1):

«Омонія»: 2022-23